# Protocetidae
A Protocetidae az emlősök (Mammalia) osztályának párosujjú patások (Artiodactyla) rendjébe, ezen belül a cetek (Cetacea) alrendágába tartozó fosszilis család.

## Tudnivalók
A Protocetidae-fajok az eocén kor idején éltek; maradványaikat megtalálták Ázsiában, Európában, Afrikában, valamint Észak- és Dél-Amerikában. Ezeknek az ősceteknek még eléggé nagy lábaik voltak, úgyhogy az őslénykutatók szerint még kitudtak jönni a szárazra; az nem tudott, hogy náluk már kialakult-e a „bálnafarok”, hiszen ez porcból van és idővel teljesen elbomlik. Egy vemhes Maiacetus inuus maradvány esetében, a magzat fejjel előre van elhelyezkedve, ami a szárazföldön való ellésre utal (a mai ceteknél a borjak farokkal előre születnek, nehogy közben megfulladjanak); azonban a megtalált koponyákon az orrnyílások már középuton vannak, az orrhegy és a homlok között, ami a további vízhez való alkalmazkodásról tanúskodik.

## Rendszerezés
A családba az alábbi 3 alcsalád és 23 nem tartozik:
- Georgiacetinae[2][3]
  - Aegicetus Gingerich et al., 2019
  - Babiacetus Trivedy & Satsangi, 1984
  - Carolinacetus Geisler, Sanders & Luo, 2005
  - Georgiacetus Hulbert et al., 1998
  - Natchitochia Uhen, 1998
  - Pappocetus Andrews, 1920
  - Pontobasileus Leidy, 1873
  - Tupelocetus
- Makaracetinae Gingerich et al., 2005[2]
  - Makaracetus Gingerich et al., 2005
- Protocetinae[2]
  - Aegyptocetus Bianucci & Gingerich, 2011
  - Artiocetus P. D. Gingerich et al., 2001
  - Crenatocetus McLeod & Barnes, 2008
  - Dhedacetus Bajpai & Thewissen, 2014
  - Gaviacetus Gingerich, Arif & Clyde, 1995
  - Indocetus Sahni & Mishra, 1975
  - Kharodacetus Bajpai & Thewissen, 2014
  - Maiacetus Gingerich et al., 2009
  - Protocetus Fraas, 1904 - típusnem
  - Qaisracetus Gingerich et al., 2001
  - Rodhocetus Gingerich et al., 1994
  - Takracetus Gingerich, Arif & Clyde, 1995
  - Togocetus Gingerich & Cappetta, 2014
  - Peregocetus Lambert et al., 2019

## Fordítás
- Ez a szócikk részben vagy egészben  a   Protocetidae című angol Wikipédia-szócikk ezen változatának fordításán alapul.  Az eredeti cikk szerkesztőit annak laptörténete sorolja fel. Ez a jelzés csupán a megfogalmazás eredetét és a szerzői jogokat jelzi, nem szolgál a cikkben szereplő információk forrásmegjelöléseként.
- Ez a szócikk részben vagy egészben  a   List_of_extinct_cetaceans#Suborder_Archaeoceti című angol Wikipédia-szócikk ezen változatának fordításán alapul.  Az eredeti cikk szerkesztőit annak laptörténete sorolja fel. Ez a jelzés csupán a megfogalmazás eredetét és a szerzői jogokat jelzi, nem szolgál a cikkben szereplő információk forrásmegjelöléseként.